# 콜드 오픈
콜드 오픈 (Cold Open) 또는 티저 시퀀스 (Teaser sequence)는 텔레비전 방송과 영화에서 사용되는 내러티브 기법이다. 프로그램이 시작하자마자 스토리에 바로 뛰어들어서 짤막하게 이야기를 진행시킨 뒤, 타이틀 시퀀스나 오프닝 크레딧을 그 다음으로 띄우는 것이다. 콜드 오픈을 이야기의 도입부로 삼는 용도와 더불어, 이전화의 사건이나 이번화의 앞선 줄거리를 요약하는 데 쓰이기도 한다.
미국 등 북미 방송계에서는 시청자를 가능한 한 빨리 이야기에 끌어들여, 오프닝 후에 내보내는 광고시간 동안 다른 채널로 전환할 가능성을 줄일 수 있다는 이론에 따라 많이 이뤄지고 있다.
영화에서도 가끔 사용되는 기법인데 이때는 '콜드 오프닝' (Cold Opening)이라 부른다. 영화의 시작을 여는 순간이나 씬을 뜻하지만, 타이틀 카드를 시작하자마자 넣는 경우도 있으므로 반드시 타이틀이 뜨기 전까지를 콜드 오프닝이라 부르지는 않는다.
일본 방송에서는 아반타이틀(アバンタイトル), 줄여서 아방(アバン)이라 부르며, 중간광고가 활성화된 방송업계 특성상 자주 찾아볼 수 있다. 한국에서는 오프닝을 우선 내보낸 뒤 본 프로그램을 진행하기 때문에 일반적이지 않은 기법이다.

## 역사
콜드 오픈의 기원은 미국으로, 1950년대 후반부터 여러 드라마 시리즈, 특히 워너브라더스에서 제작한 77 선셋 스트립 등의 드라마에서는 에피소드 중반의 어느 한 시점에서 등장하여 시청자들의 이목을 끌 장면의 콜드 오픈으로 시작된다. 이야기가 해당 지점에 도달하더라도 생략하는 일 없이 그 장면은 반복되었다.
그러나 1960년대 초만 하더라도 미국 드라마에서 콜드 오픈을 쓰는 일은 거의 찾아볼 수 없었다. 특히 분량이 30분에 불과한 시트콤의 경우 콜드 오픈을 사용하게 된 것은 1965년에 이르러서였다.
기존에는 타이틀 시퀀스에 정규 등장인물이나 드라마의 시놉시스를 요약 소개해야 했으나, 콜드 오픈이 도입됨으로써 그로부터 벗어나 줄거리를 쉽게 설정할 수 있는 경제적인 방법이라는 점이 발견되면서, 1960년대 중반부터 미국 방송업계에 자리잡기 시작하였다. 이 시기의 미국 드라마들도 후기 시즌에 이르러서 콜드 오픈을 채택했다. 1960년대~1970년대에 콜드 오픈을 많이 사용한 프로그램은 주간 연속극이었으며, 콜드 오픈을 사용하지 않는 연속극은 보기 드물었다.
영국에서는 미국보다 좀 더 늦게 등장했다. 프로듀서 류 그레이드 (Lew Grade)가 미국 시장 진출을 목표로 자신이 제작한 여러 프로그램에 콜드 오픈을 도입한 것이 첫 사례중 하나다. 이후 더 뉴 어벤져스 (1976년~1977년), 더 프로페셔널 (1977년~1981년) 등의 여러 영국 액션 어드벤처 드라마에서 콜드 오픈을 채택하기 시작했다.
1970년대 말~1980년대 초에는 콜드 오픈을 이전화의 하이라이트로 시작하는 프로그램이 생겨났다. 70년대~80년대에 걸쳐서는 여러 미국 시트콤이 프로그램 시작과 동시에 오프닝 주제가를 띄우는 것으로 돌아가기도 했다. 다만 2000년대~2010년대 들어 대다수 미국 시트콤은 각 에피소드에서 오프닝 전환 전에 최소 1~2분, 최대 3~4분간 지속되는 콜드 오픈을 채택하고 있다.
일본에서는 1970년대부터 드라마에 아반타이틀 (콜드 오픈)을 사용하기 시작하였으며 태양에 짖어라, 후루하타 닌자부로 등이 대표적인 예시다. 반면 애니메이션 시리즈에서는 거의 사용되지 않았으나, 2000년대부터 여러 작품에서 채택되어 보편화되었으며 분량에는 차이가 존재한다.
다큐멘터리 프로그램은 콜드 오픈이 거의 쓰이지 않는다. 예외적으로 쓰인 예시 중 하나로 1973년 다큐멘터리 더 월드 앳 워가 있는데, 강렬한 순간이 시작부터 몇 분 간 소개된다. 타이틀 시퀀스를 내보낸 뒤 이번화를 설명하는 사건이 보다 확실히 소개되는 구성이다.

## 오늘날의 쓰임새

### 뉴스 프로그램
24시간 뉴스 방송을 비롯한 오늘날 뉴스 프로그램들은 해당 시간에 보도할 이야기를 요약 함축해 소개한 뒤 타이틀을 띄우는 방식을 취하고 있는데 이 역시 콜드 오픈으로 볼 수 있다. 이 같은 방식은 북미는 물론 일본, 한국 등 여러 국가에서 찾아볼 수 있는 방식이기도 하다.

### 드라마
미국의 SF 드라마와 범죄 드라마에서는 콜드 오픈이 보편적으로 자리잡았다. 단 2부작으로 구성되어 연달아 방영되는 에피소드나, 스페셜 에피소드 방영 시에는 콜드 오픈을 생략하는 경우가 있다. 콜드 오픈을 잘 활용하기로 호평받은 드라마로는 베터 콜 사울과 브레이킹 배드를 꼽을 수 있다.

### 연속극
미국의 경우, 2000년대 초반에 여러 연속극 드라마에서 콜드 오픈 없이 일반적인 오프닝을 시도한 적이 있었으나 묻혔고, 오늘날 미국의 주간 드라마는 모두 콜드 오픈을 사용하고 있다. 연속극에서 사용되는 콜드 오픈은 이전 회차의 마지막 장면이 끝나는 지점에서 시작하며, 때로는 마지막 장면 전체를 다시 보여주기도 한다. 이번 화에서 어떤 줄거리가 진행될지 충분히 설명될 만큼의 여러 씬을 보여준 뒤 오프닝 크레딧이 표시되는 것이 보통이다.
영국에서는 미국과는 정반대로 대부분의 연속극이 콜드 오픈 없이 일반적인 오프닝 타이틀을 띄운 뒤에 시작한다.

### 코미디 프로그램
미국에서는 코미디 프로그램에서도 콜드 오픈을 활용하기도 한다. 대표적으로 새터데이 나이트 라이브 (SNL)은 1975년 첫방송 이래 콜드 오픈을 하나의 스케치 (진행극)로 사용하고 있다. 이밖에도 오피스, 빅뱅 이론, 두 남자와 1/2, 팍스 앤 레크리에이션 등의 여러 시트콤에서 콜드 오픈을 사용한 바 있다. 심야 토크쇼와 풍자 프로그램 등의 다른 코미디 프로그램에서도 콜드 오픈을 사용한다.

## 다른 매체

### 영화
영화에서는 오프닝 크레딧 이전에 띄우는 부분을 프리크레딧 (Pre-credit)이라 부르며, 그냥 콜드 오픈이라는 이름으로 제작되기도 한다. 대표적인 예로는 007 영화 시리즈가 있는데, 극적인 갈등이나 추격 씬을 보여주는 것으로 시작한 뒤에 타이틀을 띄우는 전통을 이어가고 있다.
일부 영화에서는 영화가 끝나고 나서야 타이틀 카드가 뜨는 경우가 있다. 이런 경우에는 평소의 구분법대로 영화 전체를 도입부라 부를 수는 없으며, 오프닝이 시작되는 장면만을 '콜드 오픈'이라 부르게 된다.

### 게임
게임 중에서도 콜드 오픈을 채택한 경우가 많다. 오프닝 시퀀스를 길게 잡으며 시작하거나, 타이틀이 뜨기 전에 온전한 한 레벨 스테이지를 플레이하도록 하는 것이다. 일본에서 제작된 RPG에서 많이 채택되며, 파이널 판타지 시리즈가 그 시초 중 하나다.

## 같이 보기
- 핫 스위치
- 타이틀 시퀀스